# Senecio quinquelobus
Senecio quinquelobus là một loài thực vật có hoa trong họ Cúc. Loài này được (Thunb.) DC. miêu tả khoa học đầu tiên.